# Kostel Nalezení svatého Kříže (Újezd Svatého Kříže)
Kostel Nalezení svatého Kříže je sakrální stavba v Újezdě Svatého Kříže. Ke kostelu vede krátká štěrková cesta od hlavní silnice.

## Stavební fáze

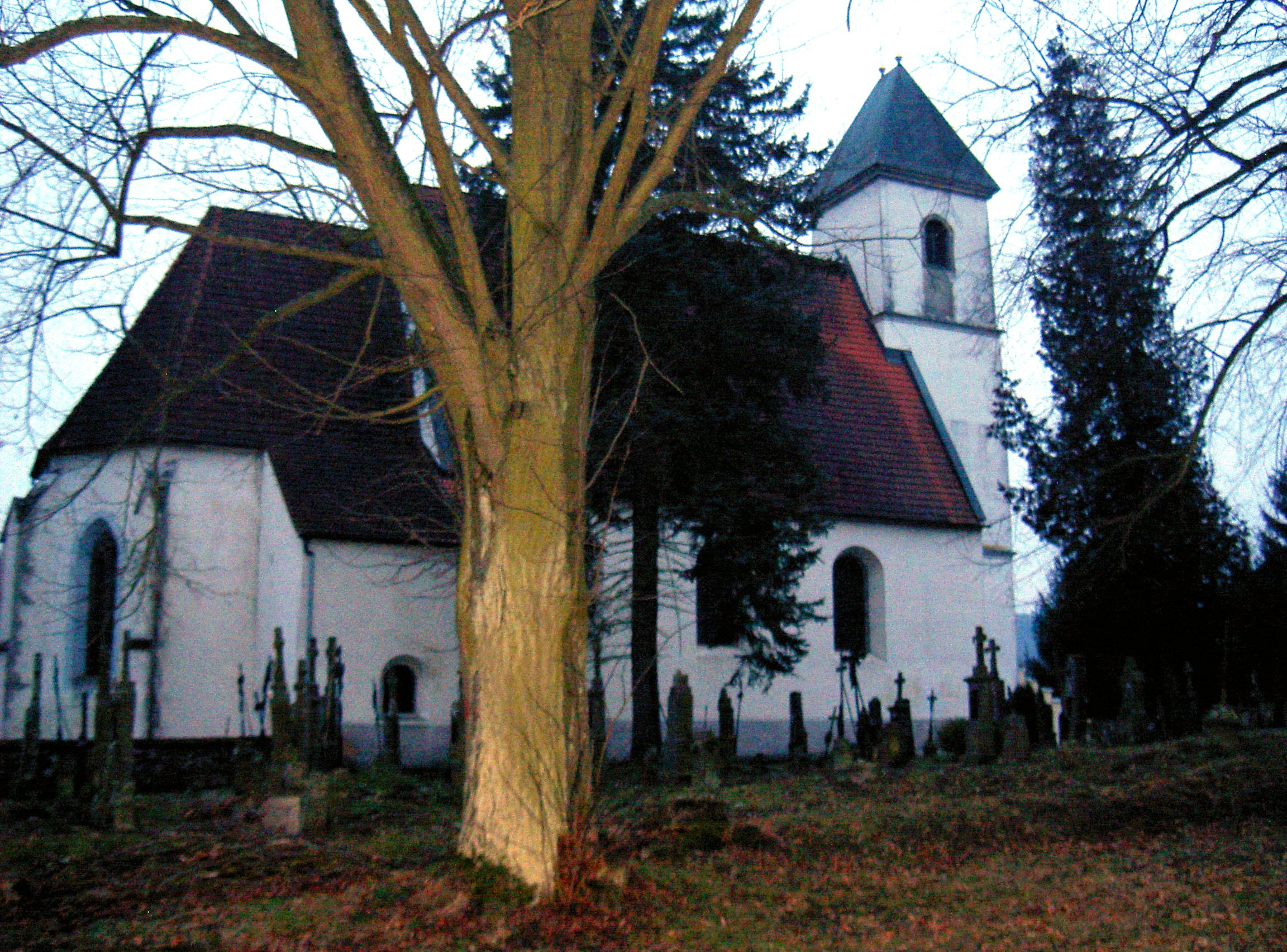
Kostel od severovýchodu

Kostel i se sakristií byl vybudován někdy mezi 50. a 80. lety 14. století. Zdivo je tvořeno lámaným kamenem, k vytesání složitějších architektonických článků byl použit hrubozrnný pískovec. Pískovcové kvádry byly také využity ke zpevnění nároží. K barokním přístavbám patří předsíň se stupňovitým štítem a patrová oratoř s kruhovými okénky na jižní straně kostela. Dále byly upraveny obě boční stěny lodi, gotická okna zaslepena (např. odhalené okno na jihu s kružbou z poslední čtvrtiny 14. století) nebo rozšířena a zaklenuta půlkruhově. Čtyřpatrová kostelní věž byla dostavěna až roku 1818 a po požáru kostela v roce 1859 bylo přistoupeno k historizujícím úpravám a kostel byl vybaven pseudogotickým mobiliářem.

## Stavební podoba
Současná podoba kostela Nalezení svatého Kříže je výsledkem dlouhé řady stavebních úprav. Kněžiště s pětibokým zakončením se opíralo o pět opěrných pilířů, jeden z nich je dnes začleněn do zdi patrové oratoře z jižní strany. Jak kněžiště, tak i ze severu přiléhající sakristie, jsou zaklenuty gotickou žebrovou klenbou, řada gotických prvků byla ale novodobě dotvářena v 19. století. Zvnějšku byly ve špaletách oken lodi nalezeny zbytky původního malovaného iluzivního kvádrování. Totéž iluzivní kvádrování rámovalo okna kněžiště a jeho zbytky byly nalezeny také na jihozápadním a severozápadním nároží kostela.

## Galerie

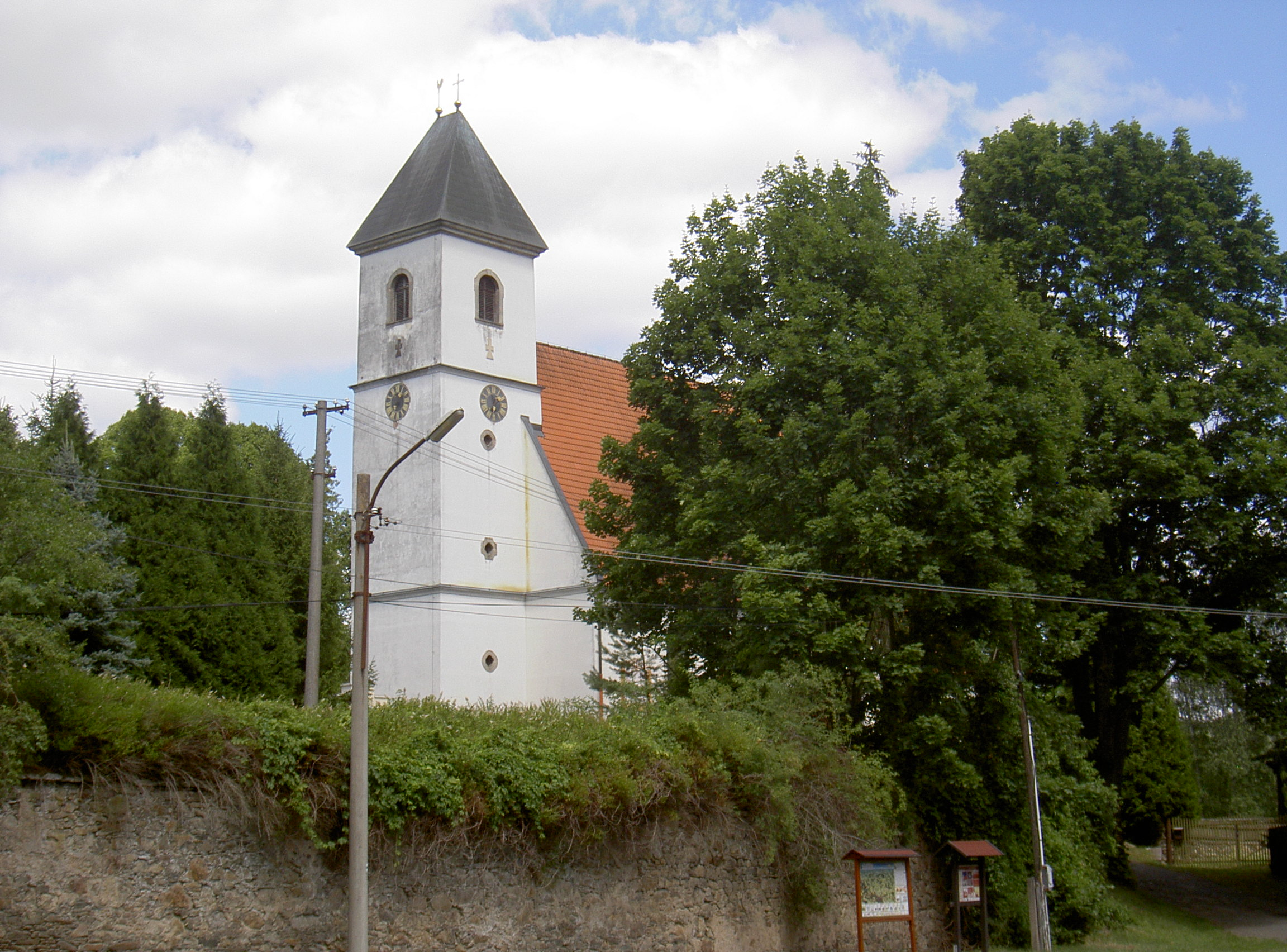
Pohled na kostel
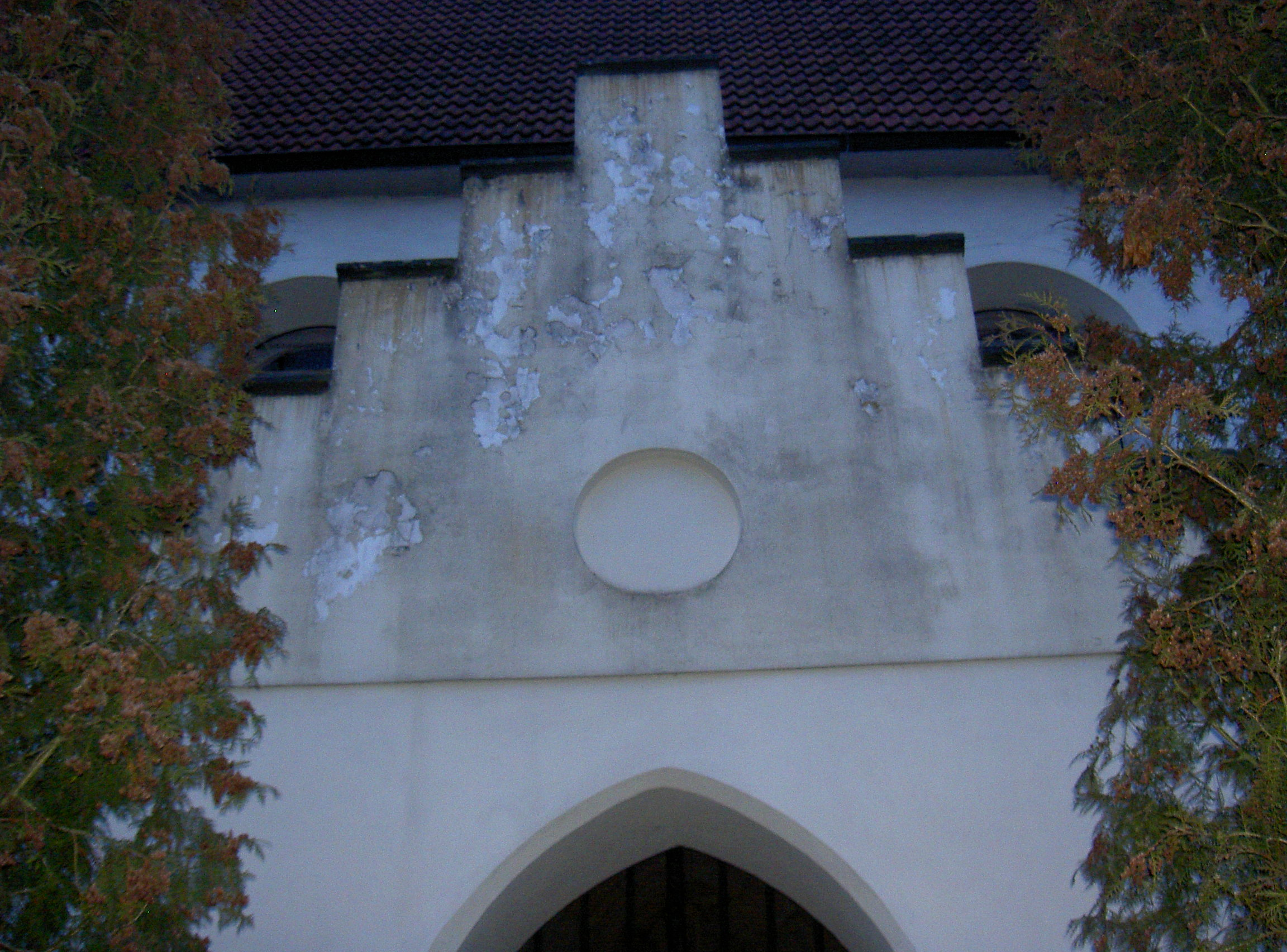
Detail kostela
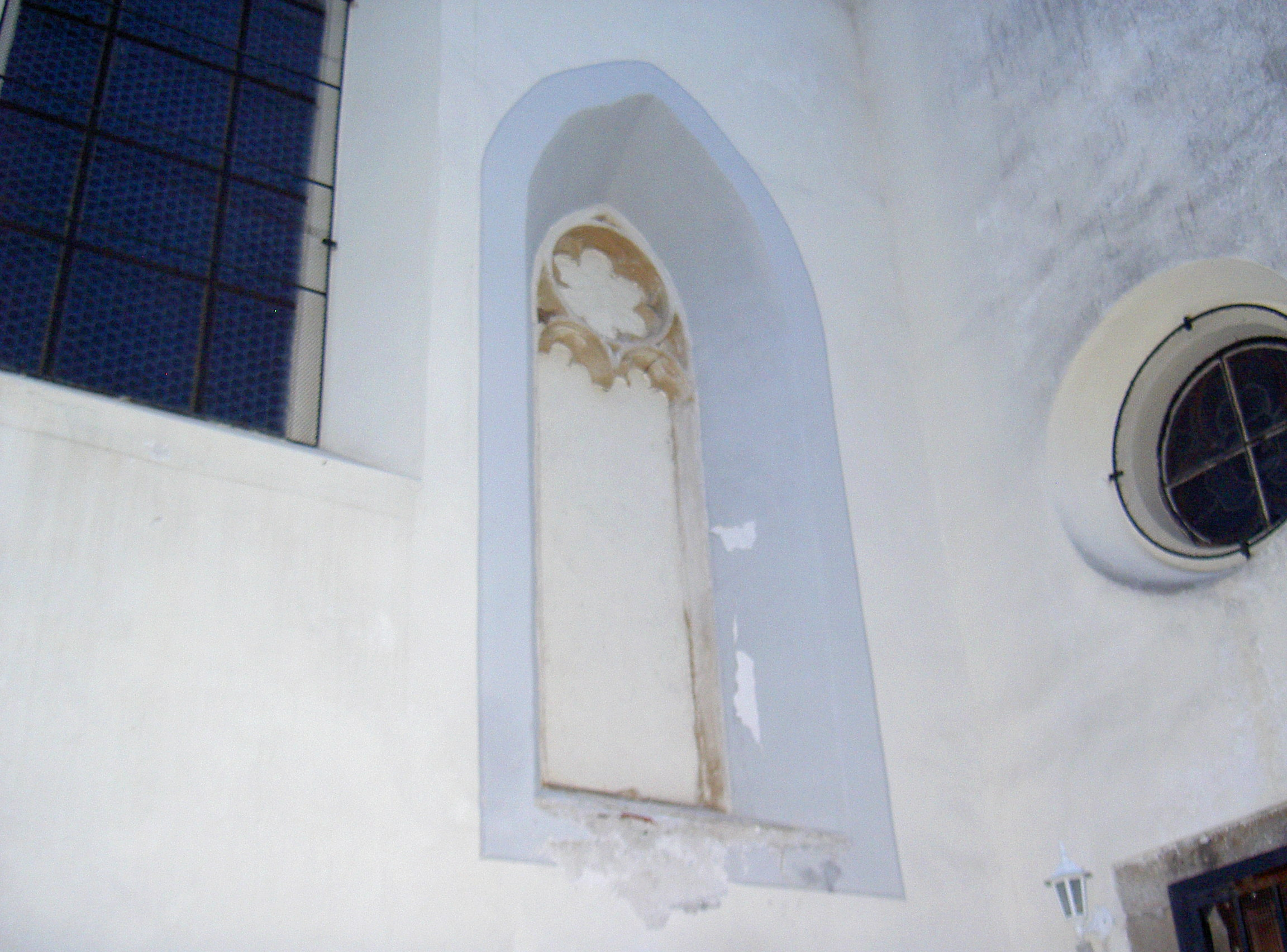
Detail kostela
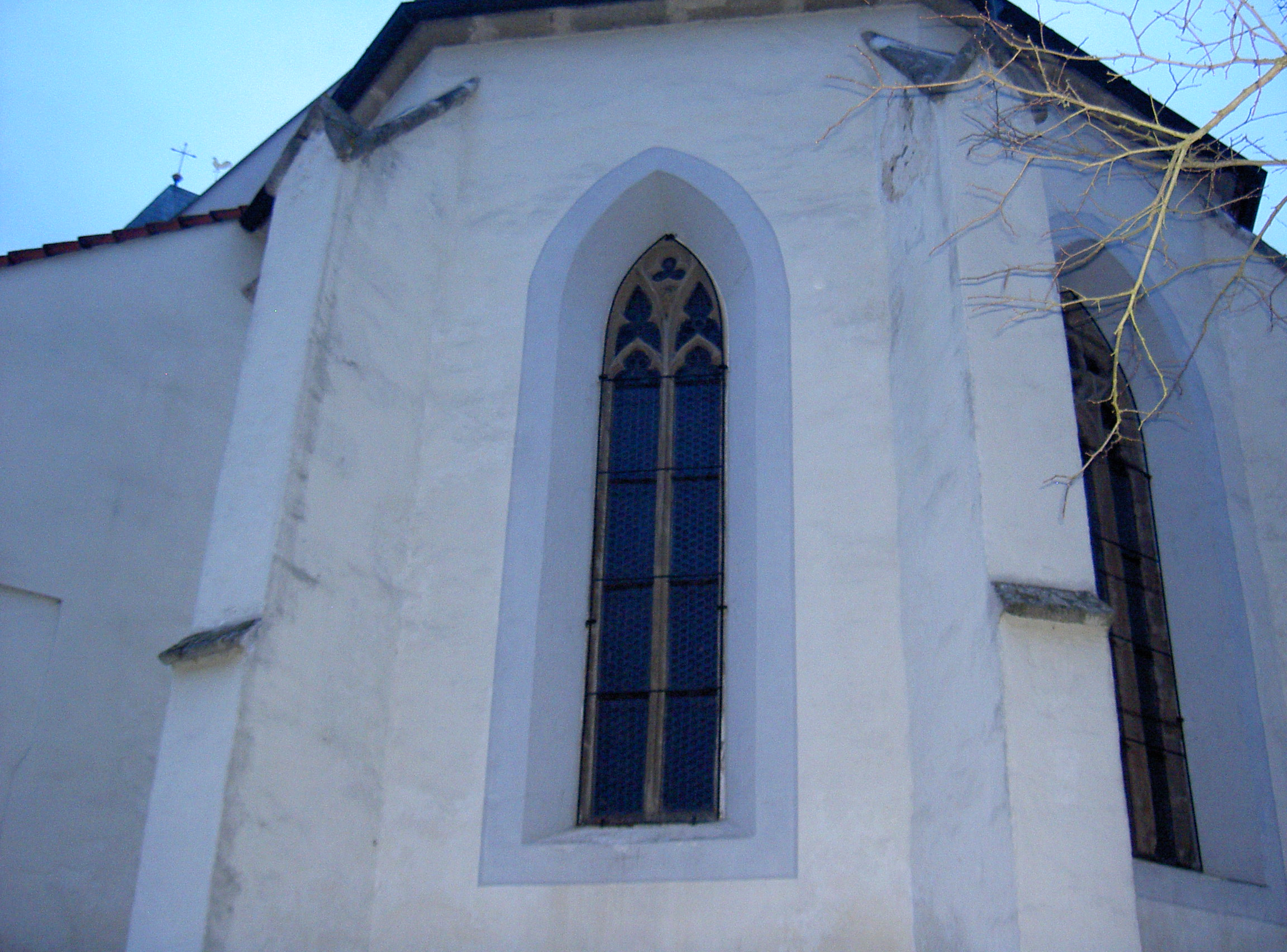
Detail kostela
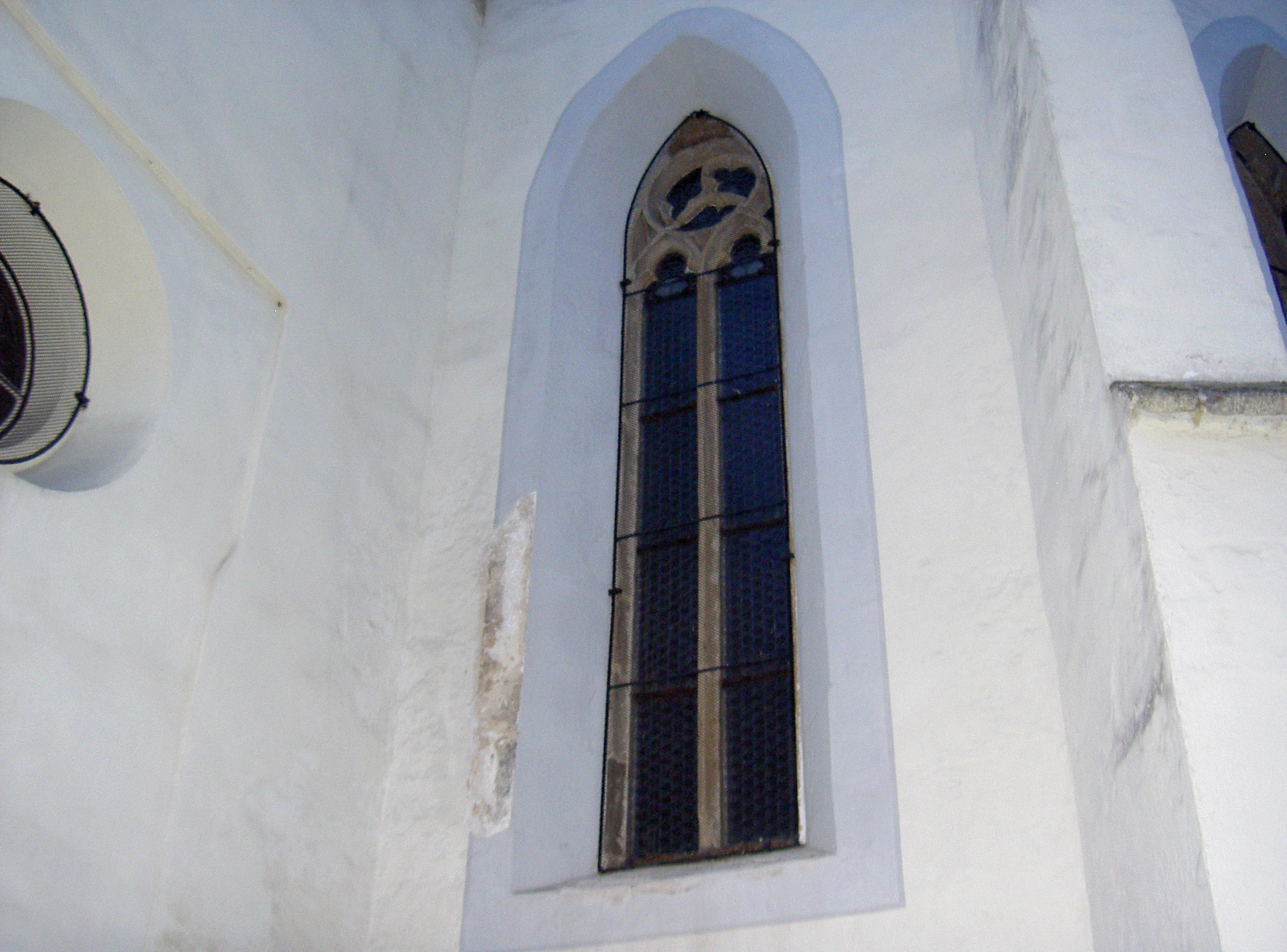
Detail kostela
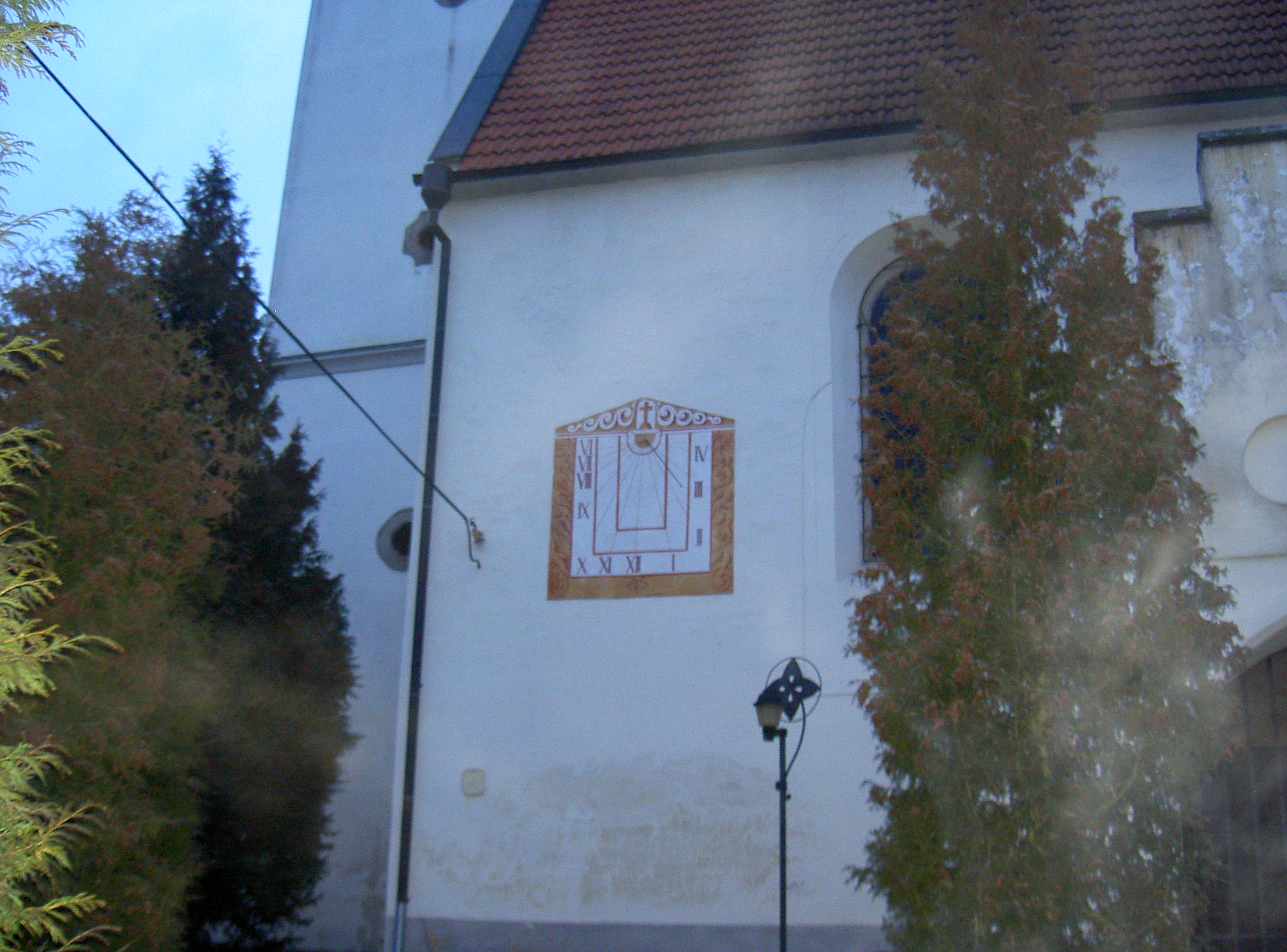
Detail kostela